# Lý Thừa Hoành
Lý Thừa Hoành (chữ Hán: 李承宏, bính âm: Li Chenghong, ? - ?), hay còn gọi là Quảng Vũ vương (广武王), là Thân vương dưới triều đại nhà Đường trong lịch sử Trung Quốc. Ông được quân Thổ Phiên lập làm Hoàng đế khi người Thổ chiếm được Trường An, và tại vị trong vòng 13 ngày trước khi Đường Đại Tông được đưa trở về kinh đô.

## Thân thế
Lý Thừa Hoành là hậu duệ của Đường Cao Tông Lý Trị, vị Hoàng đế thứ ba của triều Đường và Võ Tắc Thiên. Người con thứ sáu của Cao Tông là Lý Hiền đã từng được lập làm Thái tử nhưng sau đó bị Võ hậu phế truất. Lý Hiền có người con trai là Lý Thủ Lễ, được triều đình phong tước vị Bân vương. Theo Tư trị thông giám, Lý Thừa Hoành là cháu nội của Lý Thủ Lễ; còn theo Cựu Đường thư thì ông là con trai lớn tuổi nhất của Lý Thủ Lễ. Dưới thời Đường Huyền Tông, ông được phong tước vị Quảng Vũ vương. Lý Thủ Lễ qua đời vào năm 741, và chú ông là Lý Thừa Ninh được nối tước Bân vương, nên có thể đoán rằng phụ thân của Lý Thừa Hoành (hoặc chính ông) không phải là con trai của vợ cả Lý Thủ Lễ.
Cũng vào thời Huyền Tông, Thừa Hoành được ban chức vị Bí thư giám, đứng đầu Bí thư tỉnh, nhưng đó chỉ là trên danh nghĩa chứ thực sự ông không được can thiệp vào công việc triều đình. Về sau ông bị triều đình buộc tội giao du với người mờ ám và bị giáng làm Phòng châu biệt giá, về sau ông được trở về kinh giữ chức Tông chánh khanh.

## Làm Hoàng đế
Năm 763 dưới thời Đường Đại Tông, quân Thổ Phiên mở một cuộc tấn công lớn đánh thẳng vào kinh đô Trường An, Đường Đại Tông phải bỏ chạy đến Thiểm châu. Ngày 18 tháng 11 (Mậu Dần), Thổ Phiên tiến vào kiểm soát Trường An. Cao Huy cùng đại tướng Thổ Phiên là Mã Trọng Anh cùng nhau tôn lập Lý Thừa Hoành làm Đế, cải nguyên, đặt trăm quan, phong tiền Hàn Lâm Học sĩ Ô Khả Phong, Hoắc Khôi làm Tể tướng. Quân Thổ Phiên đóng ở Trường An đã ra sức cướp bóc, hãm hiếp và giết chóc khắp nơi, dân chúng nhiều người bỏ trốn vào sơn cốc. Lý Thừa Hoành muốn tướng Miêu Tấn Khanh đang bị bệnh nằm ở nhà ra giúp mình, bèn sai người đến ép buộc, nhưng Tấn Khanh đóng cửa không tiếp, bọn người này cũng không dám giết ông. Lúc bấy giờ quân Đường dưới sự chỉ huy của Quách Tử Nghi bắt đầu tổ chức phản công. Ngày 30 tháng 11, Thổ Phiên rút quân khỏi Trường An. Thấy đại thế không còn, Lý Thừa Hoành bỏ trốn vào sơn cốc, nhưng bị quân của Quách Tử Nghi bắt được, giải về kinh. Đại Tông tha tội không giết, nhưng ra lệnh đày ông đến Hoa châu. Không lâu sau đó, Thừa Hoành qua đời tại Hoa châu và không rõ bao nhiêu tuổi.